# Rivula bicolorana
Rivula bicolorana là một loài bướm đêm trong họ Erebidae.